# Coprosma cookei
Coprosma cookei är en måreväxtart som beskrevs av Francis Raymond Fosberg. Coprosma cookei ingår i släktet Coprosma och familjen måreväxter. IUCN kategoriserar arten globalt som otillräckligt studerad. Inga underarter finns listade i Catalogue of Life.